# Cucina seychellese
La cucina seychellese è una cucina creola ricca di sapori e colori, principalmente a base di pesce crostacei e frutti di mare accompagnati da riso. Vi è anche frutta esotica, verdura e tuberi. 
A causa della sua popolazione mista, la cucina delle Seychelles ha subito diverse influenze, con contributi dalle: cucina francese, cinese, indiana e africana.

## Industria agro-alimentare
L'industria Indian Ocean Tuna company's è una delle più grandi industrie di produzione dei tonno al mondo. Si trova a Victoria.

## Galleria d'immagini

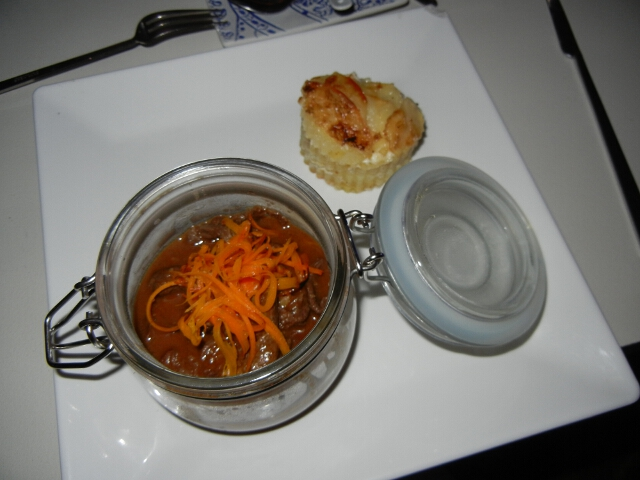
Bœuf thaï
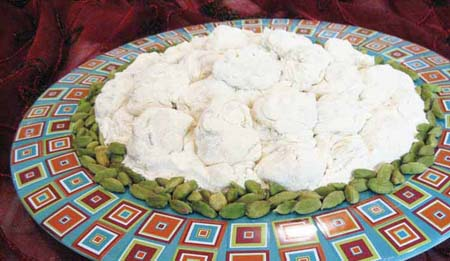
Mann al-sama, nougat fourré aux amandes ou aux pistaches et grains de cardamome